# تويوتا آي-ريل
تويوتا i-REAL هو مركبة تعمل على "مفهوم للتنقل الشخصي" طوّرتها شركة تويوتا وكان من المقرر طرحها للبيع في عام 2010. يُعتبر هذا النموذج تطورًا للمركبات السابقة التي قدمتها تويوتا للتنقل الشخصي مثل i-unit وToyota i-swing. مثل تلك المركبات، تتميز i-REAL بأنها مركبة كهربائية ثلاثية العجلات مخصصة لراكب واحد، تعمل ببطاريات أيونات الليثيوم.
تتحرك المركبة في وضع السرعة المنخفضة بشكل عمودي بسرعة مشابهة لسرعة المشي، وعلى ارتفاع قريب من مستوى أعين المشاة، مما يجعلها لا تشغل مساحة كبيرة. أما في وضع السرعة العالية، فتمتد المركبة من خلال الميل للخلف وإطالة العجلة الخلفية الوحيدة، مما يعزز من ديناميكية الهواء والثبات، ويتيح لها الوصول إلى سرعة 18.6 ميلًا في الساعة (30 كم/ساعة). كما تميل المركبة عند الانعطاف، مشابهة للمركبات العالية ذات الراكب الواحد مثل السيغواي لمنع الانقلاب.
يتم التحكم في المركبة بواسطة عصا تحكم واحدة لكل يد. يمكن لكل عصا قيادة i-REAL، مما يجعلها مناسبة للمستخدمين سواء كانوا يستخدمون اليد اليمنى أو اليسرى. يتم دفع العصا للأمام للتقدم، إلى اليسار للتحرك لليسار، إلى اليمين للتحرك لليمين، وسحبها للخلف للتوقف. كما تحتوي المركبة على حساسات تحيط بها للكشف عن التصادمات المحتملة مع الأشخاص أو الأجسام، حيث تصدر تنبيهًا صوتيًا واهتزازًا لتنبيه السائق. كما يستخدم الضوء والصوت في الوقت نفسه لتحذير الأشخاص المحيطين بحركتها.

## وصلات خارجية
- فيديو للسيارة أثناء عرضها بمعرض طوكيو الدولي للسيارات على يوتيوب